# Los Fabulosos Cadillacs
Los Fabulosos Cadillacs est un groupe de ska argentin, originaire de Buenos Aires. Formé en 1985, leur premier album, Bares y Fondas est publié en 1986. Ils comptent 14 albums à leur palmarès. Après sa séparation en 2002, le groupe se reforme en 2008.
Ils sont l'un des groupes de ska les plus influents et respectés du monde latino. En 1994 le clip de leur morceau Matador reçoit le MTV Latino du meilleur clip, et le groupe reçoit en 2000 un prix pour le morceau La Vida par MTV Latinoamérica. En 2008, ils reçoivent le Premio Leyenda, décerné par MTV Latinoamérica. En 2016, ils tournent en Amérique du Sud, aux États-Unis et en Europe.

## Biographie

### Débuts (1984-1989)
Los Fabulosos Cadillacs commencent officiellement leur carrière en 1984, et comprend à cette période Mario Siperman, Aníbal Rigozzi, Vicentico et Flavio Cianciarulo. Tous sont issus de groupes éphémères formés au lycée entre 1982 et 1983 sous le nom de Mantra et Azur. Après un certain temps, ils recrutent de nouveaux membres pour atteindre huit membres. Son premier concert sous le nom actuel se fait dans une école de Buenos Aires, devant un public retissent.
Au temps de sa création, le groupe se nomme Cadillacs 57, en référence au nom du bassiste du groupe, Sr. Flavio.  Mais lors d'une réunion chez Vicentico, ils décident ensemble de changer de nom, Poppy Manzanedo n'appréciant pas le nom des Cadillacs 57. Après plusieurs propositions, Los Fabulosos Cadillacs sort à l'unanimité ; leur logo est conçu par Naco Goldfinger.
Un premier album studio, intitulé Bares y fondas, qui devait à l'origine être intitulé Noches cálidas en bares y fondas, est publié en 1986. Avant l'enregistrement de l'album, le groupe répète à la discothèque locale Gaz. L'album est ensuite enregistré au studio Moebio, et produit par Dany Melingo, du label Interdisc. La presse spécialisée critique Los Fabulosos Cadillacs principalement pour son manque d'expérience et de professionnalisme, mais aussi pour le contenu des paroles. Yo te avisé, leur deuxième album, est publié en 1987, et le style musical comprend désormais des éléments de ska, de reggae et de dub.
En 1988 sort leur troisième album, El Ritmo mundial, enregistré aux studios Panda. L'album couvre des genres tels que le ska classique, d'autres ballades telles que : Siempre me hablaste de ella, un morceau qui a été oublié dans l'album précédent, et Número 2 en tu lista ; il reprend également le morceau Revolution rock de The Clash. En outre, ce vinyle comprend Vasos vacíos. Cet album compte pas moins de 30 000 exemplaires vendus. Puis sort leur quatrième album, El Satanico Dr. Cadillac, en 1989.

### États-Unis et succès (1989-1999)
En 1990 sort Volumen 5. C'est ce disque qui permet aux Cadillac d'accéder à l'expansion de leur musique aux États-Unis, à travers un contrat signé avec le producteur Tommy Cookman. Comme le titre l'indique, il est le cinquième album du groupe, qui devait le défendre après l'échec de leur précédent album.
Après Sopa des caracol (1991), le groupe publie en août 1992, son septième album, intitulé El León. Il mêle tous les genres pratiqués par les Cadillac, et atteint le top 30 des disques les plus importants du rock argentin selon le magazine Rolling Stone Argentina. Il contient des rythmes très caribéens et dansantes tels que : la salsa, le calypso, le reggae et aussi le ska. Selon Vicentico, le chanteur du groupe, il s'agit du meilleur disque qu'ils ont sorti.
En 1993 sort leur huitième album, Vasos vacíos, qui comprend 17 chansons. 15 sont d'anciennes versions et réinterprétations d'anciens singles, accompagnées de 2 chansons inédites : Matador et V centenario. Ce dernier est une lettre au début ironique mais qui finit par être critique : la célébration des 500 ans de la découverte de l'Amérique par les Européens, et la mort des populations aborigènes du continent, et de la conquête espagnole à l'époque contemporaine. Le groupe, qui a collaboré avec des vedettes du rock tels que Mick Jones, Debbie Harry, Celia Cruz, Rubén Blades et Fishbone, reçoit le MTV Latino Video Music Award en 1994 pour le grand succès Matador, dans ce qui est probablement le sommet de la popularité du groupe. Cette chanson est utilisée pour les trames sonores des films Tueurs à gages et The Matador. Le 29 septembre de cette année, ils participent à un concert MTV Unplugged.
En 1995 sort l'album Rey azúcar, produit par Tina Weymouth et Chris Frantz (Talking Heads). Los Cadillacs adopte une posture clairement politique dans cet album. Puis en 1997, les Cadillacs sortent l'album Fabulosos calavera plus jazzy avec des éléments de punk hardcore. Il comprend des morceaux notables tels que Surfer calavera, Howen, A.D.R.B. (en busca eterna) et le duo Hoy Lloré Canción.

### Hola/Chauet séparation (2000-2002)
Les Cadillacs remportent le Grammy Award du meilleur album de rock latino/alternatif, et sont nommés pour le Latino Grammy Awards pour « meilleur groupe » et « meilleure vidéo musical » (La Vida), qui reçoit le prix maintenant disparu Viewer's Choice Award (Southern Region) aux MTV Video Music Awards de 2000.
En septembre 2000, les Cadillacs fêtent leur 15 ans d'activité, tournant localement en Argentine, mais aussi au Mexique et au Chili. Au Mexique, ils jouent les 3, 4 et 5 avril au Palacio de los Deportes ; et en Argentine, une série de trois concerts à l'Estadio Obras Sanitarias de la capitale, les 1er, 2 et 29 septembre. Au Chili, ils jouent le 7 octobre à Santiago au Teatro Monumental, dans une salle comble de 8 000 personnes. De ces concerts à Buenos Aires en découlent le CD/DVD Hola/Chau.
En 2002 des rumeurs de séparation font surface. D'abord avec le départ imminent de Sr. Flavio pour Monterrey, au Mexique, et avec la préparation d'albums solo chez les membres. Los Fabulosos confirment finalement leur séparation.

### Retour (depuis 2008)
En 2006, ils se réunissent pour jouer brièvement mais sans réunion officielle. Concernant une éventuelle réunion définitive, Sergio Rotman déclare : « C'est pour l'histoire du rock : Los Cadillac sont revenus pour jouer sur une radio de quartier. C'est ce qui fait la mystique du rock : avec les Cadillac c'est toujours comme ça, on n'a jamais planifié les choses, pourquoi ? Parce que contrairement à Soda Stereo, les Cadillac n'ont rien à prouver. »
Lundi le 7 avril 2008, le chanteur du groupe, Vicentico, annonce le retour du groupe après un arrêt de sept ans. D'après le site MySpace de Vicentico, il s'agit d'une nouvelle phase pour le groupe argentin.  Le 10 mars 2009 paraissait un nouvel album, La Luz del ritmo, distribué par Nacional Records aux États-Unis. À la suite de cet album, le groupe effectue une tournée printanière en Amérique latine et aux États-Unis. La même année, ils reçoivent le Premio Leyenda sur la chaine MTV Latinoamérica.
En même temps que la nouvelle de leur retour, le site MySpace de Vicentico annonçait aussi qu'à cause de la mort récente de Gerardo "Toto" Rotblat, le groupe a été forcé de faire des modifications à sa formation. En ce moment, les membres sont les suivants : Vicentico (vocal), Flavio Cianciarullo (basse), Sergio Rotman (saxophone), Daniel Lozano (trompette), Fernando Ricciardi (batterie) et Mario Siperman (claviers), tous des vétérans de LFC. Ce n'est pas clair qui jouera de la guitare dans le futur.
En avril 2016, le groupe annonce des nouveautés. Finalement, le 21 avril la même année sort El Fantasma.

## Style musical
Le son du groupe est un mélange de ska, jazz, mambo, reggae, funk et samba. Les membres du groupe ont changé à travers les années, mais le noyau est demeuré le même autour des membres fondateurs : le chanteur Gabriel Fernandez Capello (connu comme Vicentico) et le bassiste Flavio Cianciarulo (connu sous Sr. Flavio). Vicentico et Sr. Flavio ont composé la majeure partie des paroles et de la musique. Le saxophoniste Sergio Rotman, le batteur Fernando Ricciardi le claviériste Mario Siperman ont aussi fait partie de toutes les versions du groupe.

## Discographie

### Albums studio
- 1986 : Bares y fondas
- 1987 : Yo te avisé!!
- 1988 : El Ritmo mundial
- 1989 : El Satanico Dr. Cadillac
- 1990 : Volumen 5
- 1992 : El León
- 1995 : Rey Azúcar
- 1997 : Fabulosos calavera
- 1999 : La Marcha del golazo solitario
- 2008 : La Luz del ritmo
- 2009 : El Arte de la elegancia
- 2016 : La Salvación de Solo y Juan

### Albums live
- 1994 : En Vivo en Buenos Aires
- 2000 : Hola
- 2000 : Chau
- 2017 : En Vivo en The Theater at Madison Square Garden

### EP
- 1991 : Sopa de caracol
- 1995 : Mal Bicho
- 2016 : La salvación de Solo y Juan (primer acto)

### Compilations
- 1993 : Vasos vacíos
- 1998 : 20 Grandes exitos